# Stazione di Tennōchō
La stazione di Tennōchō (天王町駅?, Tennōchō-eki) è una stazione ferroviaria situata nel quartiere di Hodogaya-ku della città giapponese di  Yokohama, nella prefettura di Kanagawa, ed è servita dalla linea Sagami principale delle Ferrovie Sagami.

## Linee
Ferrovie Sagami
■■ Linea Sagami principale

## Struttura
La stazione è dotata di due marciapiedi laterali, con due binari passanti su viadotto. 
Il mezzanino è situato al piano inferiore, con un'unica uscita in direzione Yokohama. I servizi igienici sono situati all'interno dell'area dei tornelli, dove si trova anche un ristorante di soba.
| 1 | ■ Linea Sagami principale | per Futamatagawa, Ebina e Shōnandai |
| 2 | ■ Linea Sagami principale | per Yokohama                        |

## Stazioni adiacenti
| «                                       | Servizio                | »                       |
| Linea Sagami principale                 | Linea Sagami principale | Linea Sagami principale |
| --------------------------------------- | ----------------------- | ----------------------- |
| Nishi-Yokohama                          | Locale                  | Hoshikawa               |
| Le altre tipologie di treni non fermano |                         |                         |